# Tripp Schwenk
Tripp Schwenk (n. 17 iunie 1971, Sarasota, Florida, SUA) este un înotător american, medaliat olimpic. A participat la 2 ediții ale Jocurilor Olimpice (1992, 1996) în care a câștigat două medalii de aur și o medalie de argint.